# فم الضفدع الأسمر
فم الضفدع الأسمر (الاسم العلمي: Podargus strigoides)، هو نوع من الطيور الليلية يتبع فصيلة الفم الضفدع ضمن رتبة السبديات. وهو طائرٌ لاحمٌ يألف العيش في الغابات الاستوائية ويوجد بكثرة في أستراليا وتسمانيا وبابوا غينيا الجديدة ويقتات باللافقاريات والحيوانات البرمائية الصغيرة والقوارض.
يصنع عشه من الأغصان الصغيرة الساقطة ويضعه على الأشجار حيث تضع فيه الأنثى بيضة أو بيضتين يحضنها الأبوان لمدة 30 يوماً وبعد التفقيس تبقى الفراخ في العش لمدة طويلة. وله ذيل طويل مستدق وله ساقان قصيران وضعيفان ومنقاره ذو طرف محدب، العينان تقعان في مقدمة الرأس والريش بلون بني رمادي ومبقع بالأبيض والبني.
يعتبر أحد أفضل الطيّور في التخفي، إذ يبدو في كثير من الأحيان كأنه غصن مُتدلي من شجرة بسبب لونه المُتشابه مع الأغصان الأخرى.